# Owen Lewis
Owen Lewis (nom latinisé en Audœnus Ludovisi, né le 15 décembre 1533 à Llangadwaladr, dans l'île d'Anglesey (en gallois : Ynys Môn), au pays de Galles et mort le 14 octobre 1595 à Rome) est un prêtre catholique gallois, qui a été évêque du diocèse de Cassano all'Ionio jusqu'en 1595.

## Biographie
Né dans le village de Llangadwaladr au pays de Galles, le 15 décembre 1533, Lewis étudie au Winchester College en 1547 puis, en 1554, au New College à Oxford. Il était chanoine à la cathédrale de Cambrai, membre du chapitre et archidiacre de Hainault,.
De 1580 à 1584, il est établi à Milan, probablement comme administrateur ou vicaire, aux côtés de Charles Borromée.
Par un consentement mutuel conclu entre le pape Sixte V et Philippe II d'Espagne, il est élu évêque de Cassano all'Ionio le 3 février 1588. En 1591, il est nommé aussi nonce apostolique en Suisse.
Il décède à Rome le 14 octobre 1595 et est enterré dans la chapelle du Vénérable Collège anglais, où un monument est édifié en sa mémoire. En 1595, le théologien Thomas Stapleton lui a dédié son Promptumium Catholicum.